# هورست فوجنر
هورست فوجنر (بالألمانية: Horst Fügner) مواليد 11 مارس 1923 في كيمنتس، ساكسونيا، ألمانيا - الوفاة 22 نوفمبر 2014 في كيمنتس، ساكسونيا، ألمانيا، كان متسابق دراجات نارية ألماني. نافس في سباقات بطولة العالم لفئة 250 سي سي ولفئة 125 سي سي ولفئة 50 سي سي. كما شارك في كأس جزيرة مان السياحية. بدأ المنافسة في بطولة العالم سنة 1957. أفضل موسم له كان موسم سنة 1958 عندما جاء في المركز الثاني في بطولة العالم لفئة 250 سي سي خلف تاركوينيو بروفيني.